# モリンドン (染料)
モリンドン（英語: morindone）は、モリンダ・コレイアやヤエヤマアオキなどのヤエヤマアオキ属の植物から得られるアントラキノノイドの一種である。主な用途は染料であるが、抗癌剤や抗菌薬への応用も研究されている。

## 調製
モリンダンは、モリンダ・コレイアまたはその近縁種の根皮から二段階で得られる。まず、未熟な小さな根をアルコール中で煮沸し、染色にも使用できる黄色っぽい物質のモリンジンを得る。さらに加熱すると、昇華により2つのグルコースモノマーが加水分解され、強い赤色の結晶が残る。
モリンダ・コレイアはインドで商業的に広く栽培されている。根のモリジン含量は2 、3年でピークに達し、その後は低下する。

## 染料
モリンドンには媒染剤が必要で、使用する物質によって得られる色が異なる。アルミニウム媒染剤は赤色を、鉄とクロムはくすんだ色合いを出す。ジャワ島で伝統的に使われている媒染剤のジラク樹皮 (Symplocos fasciculata) はアルミニウム塩を豊富に含んでいる。
現代の染料と比べると、モリンダンは速乾性も安定性も劣る。しかし、容易に栽培できるため、その関心は依然として高い。最近の研究では、収量を増やす手段として細胞培養が検討されている。